# Automattic
Automattic（オートマティック）は、2005年8月に設立されたアメリカ合衆国サンフランシスコに本拠を置くWeb開発会社である。WordPress（オープンソースのブログソフトウェア）とWordPress.com（レンタル・ブログサービス）による自由な情報発信への貢献で注目されている。

## 概要

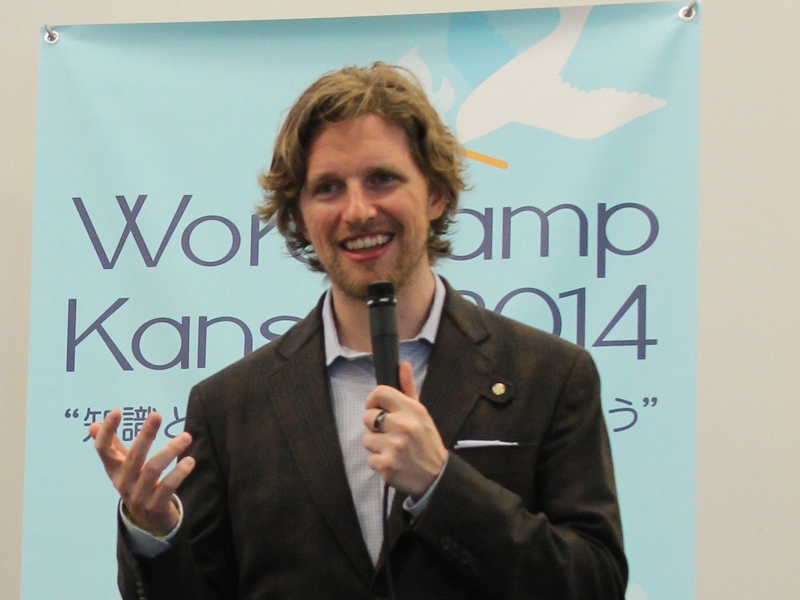
創業者マット・マレンウェッグ（日本・関西で）

2005年8月に創立したAutomatticの社名は、創業者マット・マレンウェッグ（Matt Mullenweg）のファースト・ネームにちなんでいる。
Automatticは、過去6回の資金調達で6億1730万ドルを用立てた。2019年9月時点で時価総額30億米ドルと評価されている。
この会社の従業員数は2020年9月時点で1,273人であり、企業として根付くそのテレワーク文化はスコット・バークン（Scott Berkun）による参加型ジャーナリズム・プロジェクトの主題にもなった。バークンは2013年に著書『マイクロソフトを辞めて、オフィスのない会社で働いてみた』（新潮社、2015年）に自らの経験をまとめている。
おもな事業はコンテンツ管理システムのWordPressを基盤に、ブログやネットサービスなどを提供するウェブサイトホスティングサービスのWordPress.comを運営する他、WordPressに標準搭載されているスパム対策プラグイン（Akismet）やアバター（Gravatar）あるいはネットコマース用プラグイン（WooCommerce）などを提供している。またウェブ上で使えてMarkdownによる装飾やリンクが書けるマルチプラットフォームのメモ帳アプリ（Simplenote）などを提供している。TumblrはマイクロブログでスタートしSNSサービスに育った企業で、2019年にベライゾン・コミュニケーションズから買いとり吸収した。
Automatticの創業者であるマット・マレンウェッグはWordPressの創始者の一人である。
CMSのWordPressと、Automatticが展開しているウェブサービスのWordPress.comは別であり、AutomatticはWordPressの開発に最も貢献している企業の一つではあるものの、WordPressの親会社がAutomatticという訳ではない。